# David Toševski
David Toševski (in macedone Давид Тошевски?; Skopje, 16 luglio 2001) è un calciatore macedone, attaccante dell'Austria Klagenfurt.

## Caratteristiche tecniche
È un centravanti.

## Carriera

### Club
Cresciuto nel settore giovanile del Rabotnički, ha esordito in prima squadra il 10 ottobre 2019 disputando l'incontro di Prva makedonska fudbalska liga perso 2-1 contro lo Struga.

### Nazionale
Ha giocato nelle nazionali giovanili macedoni Under-17 ed Under-19.
Il 22 marzo 2025 esordisce in Macedonia del Nord nella sfida vinta in trasferta contro il Liechtenstein (0-3).